# Vadonia imitatrix
Vadonia imitatrix là một loài bọ cánh cứng trong họ Cerambycidae.